# Emir Sensini
Emir Sensini (Rosario, Argentina, 6 de abril de 1984) es un cantante y compositor argentino de música cristiana.

## Biografía
Empezó a cantar en la iglesia de sus padres Óscar Jesús y Marycarmen Sensini, es hermano del también cantautor Natanael Sensini nacido en 1989. Emir jugó al fútbol en Rosario Central hasta llegar a la cuarta división de AFA, pero se retiró para seguir la profesión de la música. En el año 2006 contrajo matrimonio con Soledad Sensini. Emir y su esposa sirvieron en su iglesia local en Rosario, Argentina. Hoy en día vive en Miami, Florida.

## Discografía

### «Déjate llevar» 2002
Este álbum de 11 canciones debutó con la canción "Déjate llevar" la cual ganó el premio localmente.

### «Valórate» 2005
Tres años después de su primera producción. El álbum contiene 11 canciones. 

### «Hoy me rindo a ti» 2011
Bajo el sello discográfico de Reyvol Records, Emir grabó su tercer álbum. El álbum incluye un dúo con el cantante Emmanuel Espinosa de la banda Rojo, quien fue también el productor musical del disco.

### «Deseo tu gloria» 2015
Está producción se realizó en vivo en la iglesia "El Redil de Cristo" en Rosario, Argentina; bajo el sello discográfico Reyvol Records. Dicho álbum contó con la participación especial de Daniel Calveti en la canción "En lo secreto".

### «El abrazo de mi Padre» 2018
Este álbum cuenta con la participación de Josh Morales vocalista del grupo cristiano “Miel San Marcos” en la canción titulada “Recibo mi milagro".

### «Intimidad» 2024
Este EP recopila éxitos con nuevas versiones y cuenta con las participaciones de Marcos Brunet, Oasis Ministry, Aline Barros, Lowsan Melgar y Kike Pavón.

## Reconocimientos y nominaciones

### Latin Grammy
- Nominado – Premios Grammy Latinos en la categoría como mejor álbum de música cristiana.[5][6]

### Premios Arpa
- Nominado - Mejor álbum de voz masculino.[7]

### Premios EG (Dante Gebel-VIDA)
- Ganador – En el año 2010 recibió el premio a mejor solista cristiano del año.[8]